# Stone Cold (singel Rainbow)
Stone Cold – piosenka rockowa zespołu Rainbow, wydana w 1982 roku jako singel promujący album Straight Between the Eyes.

## Treść
Piosenka, napisana przez Ritchiego Blackmore’a, Joe Lynna Turnera i Rogera Glovera, opowiada o mężczyźnie, którego zostawiła kobieta. Inspiracją do powstania piosenki było ówczesne postępowanie rozwodowe Glovera.

## Odbiór
Była to jedyna piosenka Rainbow, która zajęła pierwsze miejsce na liście Mainstream Rock, a także jedyna sklasyfikowana w czołowej czterdziestce listy Hot 100. Do tego sukcesu przyczyniła się częsta emisja teledysku w MTV. W klipie, wyreżyserowanym przez Edda Grilesa, wykorzystano efektowne rekwizyty, jak dym, lustra i manekiny.
| Lista             | Pozycja | Źródło |
| ----------------- | ------- | ------ |
| Polska            | 11      | [ 3 ]  |
| Stany Zjednoczone | 40      | [ 2 ]  |
| Wielka Brytania   | 34      | [ 2 ]  |

## Wykorzystanie
Piosenkę umieszczono na kompilacji Stone Cold Metal, która zawierała ulubione utwory rockowe Steve’a Austina. Utwór pojawia się ponadto w stacji radiowej Emotion 98.3 gry Grand Theft Auto: Vice City Stories.
W 2004 roku cover „Stone Cold” pt. „Aquí Estoy” nagrał José Andrëa. Utwór ten został umieszczony na albumie Donde el corazón te lleve. W roku 2018 cover Bonfire został umieszczony na płycie tego zespołu pt. Legends.